# Звёзды — холодные игрушки
«Звёзды — холодные игрушки» — дилогия российского писателя-фантаста Сергея Лукьяненко в жанре космической фантастики, состоящая из романов «Звёзды — холодные игрушки» и «Звёздная тень». Начало романа-эпопеи впервые издано «АСТ» в 1997 году, продолжение — в 1998 году. Полностью дилогия вышла в 2002 году. Впоследствии вся дилогия и романы отдельно неоднократно переиздавались и переводились на другие языки.
События первого романа начинают развиваться на Земле, где пилот Пётр Хрумов узнаёт, что в галактике появилась новая раса геометров, похожая на людей, из-за возможного союза с которой человечество может быть уничтожено сильными расами. Петру предстоит отправиться на разведку, чтобы оценить возможность союза. В мире геометров нет свободы, а самовыражение людей подавлено идеологией. Вместе со своей звёздной системой они сбежали от Тени. Вместо неподходящих для союза геометров Пётр решает найти Тень. Во втором романе дилогии Хрумов с другими землянами отправляется в ядро галактики. Там он узнаёт, что люди — дальние потомки колонистов Земли Изначальной, человеческой расы, колонизировавшей космос и построившей на каждой планете Врата, переносящие человека в тот мир, в котором он подсознательно больше всего хочет оказаться. Вся эта совокупность миров и есть Тень. Пётр понимает, что это тоже неприемлемо для землян.
В 1999 году роман-эпопея «Звёзды — холодные игрушки» был номинирован на премии «Интерпресскон» и «Бронзовая Улитка» в номинации «Крупная форма», а роман «Звёздная тень» на премию «Сигма-Ф» — приз читательских симпатий журнала «Если».

## Вселенная
Земля и Конклав
Действие романа начинается на Земле недалёкого будущего. Первая половина XXI века. Политическая обстановка на самой планете по-прежнему непростая. В то же время, группа учёных из МГУ изобретает «джамп» — способ при помощи обычного современного космического корабля мгновенно переместиться сразу на несколько парсеков в другую точку пространства. Человечеству удаётся выйти в дальний космос, где Земле приходится вступить в Конклав — сообщество разумных рас. Правят в Конклаве несколько могущественных рас, так называемые Сильные. Дальний космос давно поделён на сферы влияния Сильных. Деятельность прочих рас, так называемых Слабых, жёстко контролируется. Каждой расе отводится какая-то узкая специализация, к которой она лучше всего приспособлена. Так, раса боевых мышей Алари, создающая разрушительное оружие и мощные боевые корабли, используется исключительно для военных целей; раса Счётчиков вынуждена работать в Конклаве в качестве «живых компьютеров», куалькуа — в качестве переводчиков и даже живых блоков управления боевых торпед. Землянам отвели должность перевозчиков грузов, так как только человек нормально переносит «джамп», оказавшийся быстрейшим способом перемещения. Отказаться от навязанной роли невозможно, Сильные расы не позволят. В результате экономика планеты переориентируется на внешний рынок, причём естественным образом проявляются негативные последствия узкой специализации. Это сказывается и на населении, которое постепенно утрачивает «веру в будущее, перспективу, цель жизни». Для того, чтобы занять достойное место в галактике, человечеству необходима новая Сила, способная противостоять Конклаву.
Геометры
Внезапно появившиеся геометры оказались биологически полностью идентичны людям. Технологическое развитие расы по крайней мере ни в чём не уступает достижениям Конклава. На своей родной планете, Родине, геометры превратили все материки в геометрические фигуры. Все населяющие Родину «добры и бодры, никто никого не угнетает и не грабит». Развиваются космические технологии. Обучение и воспитание детей происходит в специальных интернатах, где они «постигают азы Дружбы». Подобное воспитание устраняет особенности и непохожесть на других. Под видом дружбы геометрами навязывается собственный взгляд на мир. Для этого они даже создали у себя институт прогрессоров, целью которых являлось развитие отсталых миров в соответствии с идеологией геометров. В то же время, к несогласным высокоразвитым цивилизациям отправляются регрессоры, цель которых — внедриться в чужое общество и опустить его развитие до «уровня каменного века», после чего его можно опекать и воспитывать.
Тень
Человеческая цивилизация с планеты Земля Изначальная из ядра Галактики, потомками которой являются и жители Тени, и геометры, и земляне, в ходе колонизации космоса изобрели Врата, которые стали расставляться на встреченных планетах, совокупность которых и стала называться Тенью. Врата способны перенести человека или любое разумное существо в тот мир, в котором он на уровне подсознания больше всего хотел бы оказаться. При этом они копируют человеческую личность в свой «банк данных», делая прошедшего хоть раз Вратами фактически бессмертным. Личность каждого записана во Вратах и перезаписывается в новое тело в случае смерти.

## Сюжет

### Звёзды — холодные игрушки
Пилот Пётр Хрумов, вернувшись из системы Сириуса на Землю, обнаруживает на корабле инопланетянина-счётчика Карела, который хочет поделиться жизненно важной для всего человечества информацией с дедом Петра — Андреем Хрумовым. Счётчик сообщает, что в галактике появилась новая сила, войдя в союз с которой, человечество, счётчики, алари и куалькуа могут попытаться уйти от диктата сильных рас Конклава. За информацией необходимо отправиться в космос, где эскадра алари впервые встретилась с кораблём этой новой расы. Хрумов должен выступить от человечества, так как официальные инстанции могут затянуть процесс, а человечество может быть уничтожено сильными расами в течение сорока дней. Обоим Хрумовым вместе с лучшим пилотом «Трансаэро» Даниловым, Машей Клименко и Карелом удаётся улететь и добраться к алари.
У алари они узнают, что одиночный разведывательный корабль новой расы уничтожил более сорока малых боевых кораблей алари и серьёзно повредил крейсер. Пилот Ник Ример, биологически полностью эквивалентный человеку, вступил в бой и был убит. Цивилизацию, к которой принадлежал Ник, условно назвали геометрами, за то, что на своей родной планете они превратили материки в геометрически правильные фигуры. Геометры переместили всю свою звёздную систему, с центральным светилом и планетами, поэтому столкновение с Конклавом неизбежно. Также, из-за сходства людей с геометрами, Конклав может уничтожить человечество. Петру Хрумову подсаживают симбионта куалькуа, который делает его похожим на Ника Римера, а в мозг записывают все сведения о Нике, которые удалось получить от компьютера его корабля. Хрумов отправляется на разведку, инсценируя побег под видом Римера.
Родина, планета геометров, выглядит как воплощение земных утопий XX века: происходит освоение космоса, Мировой Совет состоит из наиболее авторитетных специалистов, детей воспитывают в интернатах наставники, что считается самой почётной профессией. Ник встречается со своим наставником, друзьями и возлюбленной, но он не помнит почти ничего, лишь отмечает, что его реакция на происходящее вокруг не такая, какой она должна быть. Основа идеологии геометров — идея дружбы, под которой понимается необходимость навязать любой контактирующей расе собственный взгляд на мир, после чего принять её в число своих друзей. Для навязывания мировоззрения высокоразвитым цивилизациям имеется институт «регрессоров», которые понижают уровень развития иных рас. Геометры уже подчинили себе таким образом две разумные расы в своей звёздной системе.
В интернате Ник узнаёт, что наставники с помощью аппаратуры наблюдения могут в любой момент подсматривать за жизнью подопечных, и даёт своему наставнику Перу пощёчину. За это его отправляют в «санаторий» на перевоспитание, где он занимается выравниванием береговой линии в холодной части континента. Куалькуа пробуждает в Нике сознание Петра Хрумова. Пётр видит, что здесь нет свободы, а самовыражение людей подавлено идеологией. Сбежав из «санатория», от наставника Пера он узнаёт, что геометры переместили свою звёздную систему из ядра галактики на периферию из-за так называемой Тени. Поняв, что геометры немногим лучше Конклава, Пётр решает отправиться к Тени, чтобы узнать, не будет ли она лучшим выходом из создавшегося положения. Но сначала нужно доставить информацию о геометрах, для чего Пётр захватывает корабль и возвращается.

### Звёздная тень
Часть землян и чужих склоняется к союзу с геометрами, другие колеблются. Сам Пётр категорически против союза и предлагает отправиться на захваченном корабле к ядру галактики, чтобы узнать, что такое Тень, и почему она так напугала геометров. Алари не хотят отпускать корабль геометров, являющийся источником новых технологий, но в итоге соглашаются. Земной корабль и корабль геометров пристыковывают друг к другу, чтобы все земляне могли отправиться с Петром. Данилов и Маша парализуют Петра и направляются к Земле, так как тоже считают более важными образцы новых технологий и оружия. С помощью куалькуа Пётр приходит в себя и бежит на корабле геометров. Все остальные вынуждены лететь с ним, так как возвращаться и выгружать их слишком опасно.
Добравшись до ядра, герои находят блуждающую планету, не вращающуюся вокруг звезды, но при этом, почему-то, с кислородной атмосферой, вполне комфортными условиями на поверхности и странными областями активного поглощения энергии. Области оказываются Вратами, войдя в которые персонажи разделяются и попадают на разные планеты. К тому моменту, как им снова удаётся найти друг друга, они уже знают, что такое Тень. Много лет назад человеческая цивилизация с планеты Земля Изначальная вышла в космос и начала активную колонизацию. И нынешние жители Тени, и геометры, и земляне — дальние потомки колонистов Земли Изначальной. В какой-то момент были изобретены Врата. Прошедший через них человек отправлялся интеллектом Врат на планету, где он мог бы жить так, как подсознательно более всего хочет. Вся совокупность миров, в которых были размещены Врата, и стала называться Тенью. Врата не подчиняются сознательному волеизъявлению, они определяют, чего человек хочет на самом деле. Прошедший хоть раз Вратами становится бессмертным. Умерев, он снова попадёт в желаемый мир и сможет продолжить жить. Мир, в котором есть Врата, приобретает защиту.
Как узнаёт Пётр, его симбионт куалькуа — не самостоятельная особь, а часть единого существа с общим сознанием. Куалькуа сообщает Петру, что Конклав, узнав о геометрах, уже направил к Земле флот, который должен её уничтожить. Последним средством для спасения Земли кажется введение её в Тень. Чтобы войти в Тень, мир должен получить зерно Врат — небольшой артефакт, который необходимо доставить на планету и бросить на неё. Чтобы зерно подействовало, сам бросающий должен быть уроженцем этой планеты и должен быть уверен, что это необходимо. После того, как они добывают зерно, в Петре активизируется сознание Ника Римера, который увозит зерно и вводит мир геометров в Тень. Зерно дублируется, его копия остаётся у Петра, но Пётр понимает, что дубликат предназначен не ему, а находящемуся в его теле куалькуа. Ведь сам Пётр не может заставить себя поверить, что Земля должна войти в Тень. Пётр вступает в переговоры с Конклавом, в результате которых они отказываются от идеи уничтожения Земли. Пётр возвращается на Землю, а через некоторое время избирается полномочным представителем Земли для участия в переговорах о вступлении землян в ряды Сильных рас Конклава.

## Создание и издания

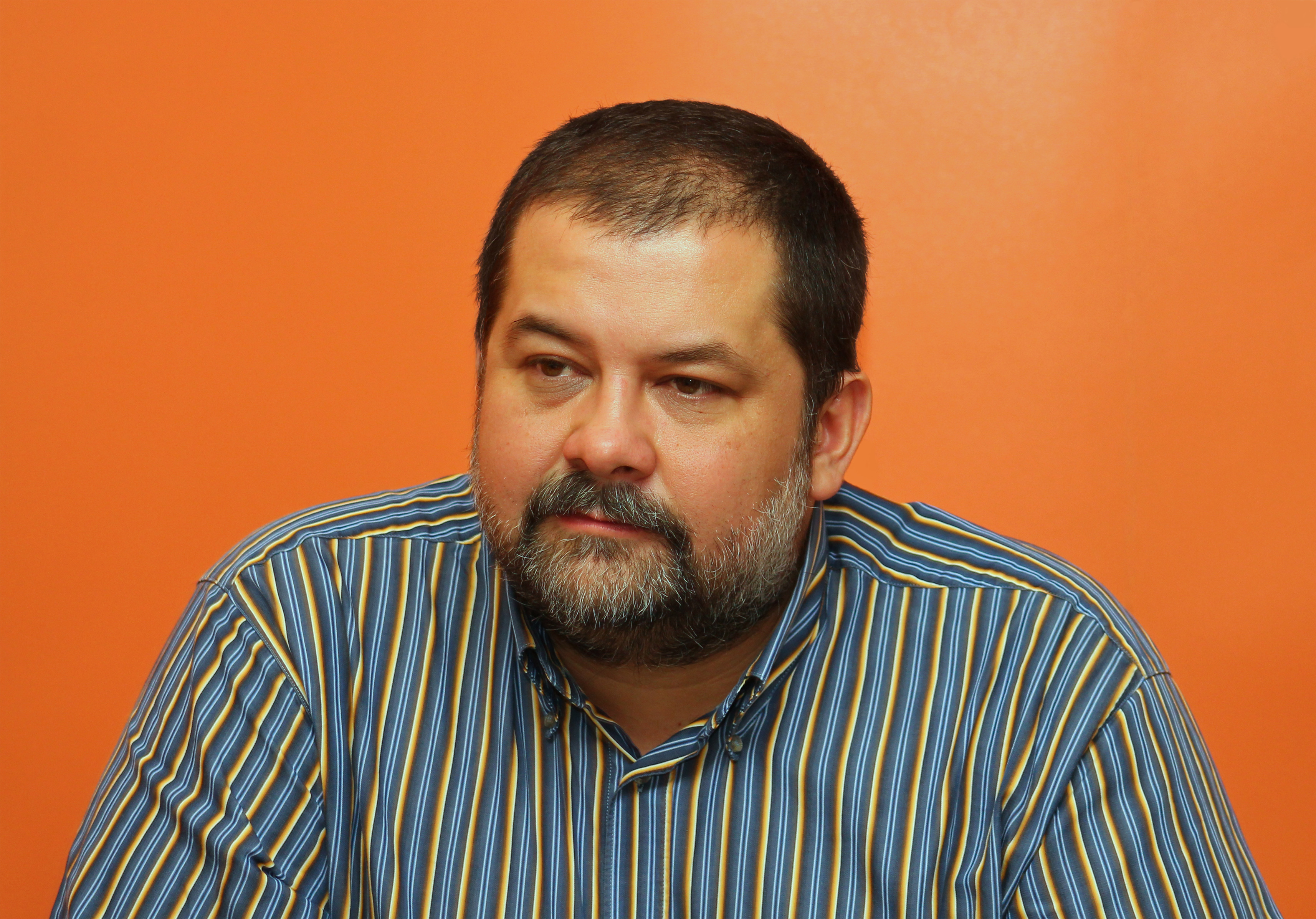
Сергей Лукьяненко

По словам Лукьяненко, совпадение идеи романа, что «мы не самые крутые в этой Вселенной», с такой же идеей цикла «Сага о Возвышении» американского писателя-фантаста Дэвида Брина не было задумано изначально, хотя писатель и читал произведения цикла. Проект советского космического челнока «Спираль» был придуман писателем на основе реального одноимённого проекта, несколько отличного от описанного в книге. Система воспитания детей у геометров была разработана писателем, как осознанная полемика с системой воспитания в мире Полудня у братьев Стругацких, так как Лукьяненко не нравилось подобное устройство общества.
При выборе имени главного героя Петра Хрумова писатель исходил из того, чтобы оно было простым и русским. Фамилия была придумана «простая и короткая», по словам Лукьяненко, процитировавшего «Особенности национальной охоты», «как выстрел, как приказ». Рабочим названием второго романа дилогии было «Земля — это рай».
В 1997 году в Москве издательством «АСТ» в серии «Звёздный лабиринт» впервые было напечатано начало романа-эпопеи «Звёзды — холодные игрушки». Изначальный тираж составил 10 000 экземпляров, впоследствии с 1998 года по 2009 год было напечатано ещё 30 000 экземпляров первого издания в пяти дополнительных тиражах. В следующем 1998 году в том же издательстве вышло окончание романа-эпопеи — роман «Звёздная тень». За начальным тиражом в 20 000 экземпляров также последовало шесть дополнительных тиражей за 10 лет общим количеством в 51 000 экземпляров. Полностью роман-эпопея был издан «АСТ» в 2002 году, суммарный тираж составил 28 000 экземпляров. Начиная с 2003 года дилогия была переведена на польский, чешский, литовский. болгарский, венгерский и немецкий языки.
| Год  | Издательство               | Место издания             | Серия                         | Тираж         | Примечание                                                                                                | Источник |
| ---- | -------------------------- | ------------------------- | ----------------------------- | ------------- | --- | -------- |
| 1997 | АСТ, АСТ Москва, Хранитель | Москва                    | Звёздный лабиринт             | 10000 + 33000 | «Звёзды — холодные игрушки». Начало романа-эпопеи. Иллюстрация на обложке Д. Бернса.                      | [ 7 ]    |
| 1998 | АСТ                        | Москва                    | Звёздный лабиринт             | 20000 + 51000 | «Звёздная тень». Окончание романа-эпопеи «Звёзды — холодные игрушки». Иллюстрация на обложке А. Дубовика. | [ 8 ]    |
| 2002 | АСТ // Астрель             | Москва // Санкт-Петербург | Звёздный лабиринт: коллекция  | 15000 + 13000 | Дилогия «Звёзды — холодные игрушки» в одном томе. Иллюстрация на обложке А. Дубовика.                     | [ 9 ]    |
| 2004 | АСТ, Ермак                 | Москва                    | Библиотека фантастики         | 5000          | Дилогия «Звёзды — холодные игрушки» в одном томе. Иллюстрации на обложке Д. Бернса и А. Дубовика.         | [ 11 ]   |
| 2006 | АСТ, Хранитель             | Москва                    | Чёрная серия (танковая щель)  | 20000 + 10000 | Первый роман дилогии «Звёзды — холодные игрушки». Иллюстрация на обложке Д. Бернса.                       | [ 12 ]   |
| 2007 | АСТ, Хранитель, АСТ Москва | Москва                    | Чёрная серия (танковая щель)  | 20000 + 6000  | «Звёздная тень». Второй роман дилогии «Звёзды — холодные игрушки». Иллюстрация на обложке А. Дубовика.    | [ 13 ]   |
| 2007 | АСТ, Хранитель, АСТ Москва | Москва                    | Библиотека мировой фантастики | 3000 + 1500   | Дилогия «Звёзды — холодные игрушки» в одном томе.                                                         | [ 14 ]   |
| 2014 | АСТ                        | Москва                    | Весь Сергей Лукьяненко        | 5000          | «Джамп». Роман-эпопея «Звёзды — холодные игрушки» в одном томе. Иллюстрация на обложке В.Н. Ненова.       | [ 15 ]   |

| Год  | Название                    | Издательство     | Место издания | Язык       | Переводчик       | Источник |
| ---- | --------------------------- | ---------------- | ------------- | ---------- | ---------------- | -------- |
| 2003 | Zimne błyskotki gwiazd      | Amber            | Варшава       | Польский   | Э. Скурская      | [ 16 ]   |
| 2003 | Gwiezdny cień               | Amber            | Варшава       | Польский   | Э. Скурская      | [ 17 ]   |
| 2006 | Hvězdy, ty studené hračky   | Triton           | Прага         | Чешский    | Л. Дворжак       | [ 18 ]   |
| 2007 | Svět Stínu                  | Triton           | Прага         | Чешский    | Л. Дворжак       | [ 19 ]   |
| 2007 | Žvaigždės — šalti žaislai   | Eridanas         | Каунас        | Литовский  | N. Jakubauskaitė | [ 20 ]   |
| 2007 | Žvaigždžių šešėlis          | Eridanas         | Каунас        | Литовский  | N. Jakubauskaitė | [ 21 ]   |
| 2008 | Студени играчки са звездите | ИнфоДар          | София         | Болгарский |                  | [ 22 ]   |
| 2008 | Звездната сянка             | ИнфоДар          | София         | Болгарский |                  | [ 23 ]   |
| 2009 | Ugrás az űrbe               | Metropolis Media | Будапешт      | Венгерский | Weisz Györgyi    | [ 24 ]   |
| 2010 | Ugrás az ismeretlenbe       | Metropolis Media | Будапешт      | Венгерский | Weisz Györgyi    | [ 25 ]   |
| 2009 | Sternenspiel                | Heyne            | Мюнхен        | Немецкий   | C. Pöhlmann      | [ 26 ]   |
| 2009 | Sternenschatten             | Heyne            | Мюнхен        | Немецкий   | C. Pöhlmann      | [ 27 ]   |

## Критика и оценки
Лаборатория Фантастики

 Goodreads

 LibraryThing
«Лукьяненко пишет сильно, точно и „технично“», по мнению Сергея Некрасова. Его образы и действия персонажей наполнены психологическими переживаниями, а каждая фраза в романе «словно оживает, играет и дышит». Игорь Легков отметил, что фантастичность места действия гармонично сочетается с «предельным реализмом бытописания» и привнесением узнаваемых земных реалий, «как то и полагается жанровыми правилами хорошего тона». Вера Петрова соглашается с тем, что Лукьяненко удаётся совмещать сюжетную и интеллектуальную остроту. Изначально заданный оригинальный набор обстоятельств вызывает доверие у читателя. Тем не менее, Легков называет роман однозначно коммерческим. В то же время, Вера Петрова полагает, что в отличие от коммерческого романа, где «наши против чужих, наши побеждают», Лукьяненко «делает внутренний, философски значимый конфликт главного героя одним из моторов острого сюжета».
Литературный критик Виталий Каплан писал, что роман вызвал споры среди читателей. Лукьяненко устраивает «очередную идейную баталию», на этот раз с узнаваемой коммунистической утопией, напоминающей мир ранних Стругацких. По мнению Сергея Некрасова, первая часть дилогии представляет собой «едкую, злую и неглупую пародию» на подобную утопию, одновременно сталкивая разные варианты будущего — дикий капитализм и социальную утопию. Такая попытка взглянуть под другим углом на уже существующий мир, тем не менее, не мешает писателю строить свой вариант его развития, а героям совершать свой этический выбор. Кроме того, критики отметили, что политическая обстановка в космосе напоминает политическую обстановку в России на момент написания. Вхождение Земли в Конклав подобно вхождению России в «цивилизованный» мир, где развитые страны за счёт своего превосходства в военном и технологическом плане преодолели зависимость от сырьевых ресурсов и дешёвой рабочей силы.
Предположив, что подобный мир может существовать, Лукьяненко «раскручивает ситуацию с полной психологической и социальной достоверностью». В представленном обществе нет насилия над личностью, но одновременно, вместе с воспитанием в интернатах, теряется и само понятие личности. Вместо личностей перед читателем предстают взаимно услужливые и приветливые «функциональные единицы». Наука в подобном обществе ещё развивается, но творчество уже в упадке. Ник Ример, бывший поэтом, скорее редкое исключение при таком подходе. Таким образом, ценой стабильности является нивелирование человеческой личности. Понятие дружбы также оказалось искажено. Под ней понимается навязывание остальным расам своего взгляда на мир, больше напоминающее чисто биологическую экспансию. Специальный институт «регрессоров» понижает уровень высокоразвитых рас, чтобы можно было перевоспитывать их по-своему. Виталий Каплан задаётся вопросом, «не будет ли это то же самое, что стереть это человечество с лица земли и создать на его месте новое?»
В отличие от Стругацких, которые придумали мир, в котором им хотелось бы жить, взяв за основу положительные образы своих современников и предположив, что могло бы получиться через двести лет, Лукьяненко, наоборот, за основу взял модель «хорошего мира» и попытался посмотреть, что из этого получится. Поэтому, по мнению Виталия Каплана, мир геометров не пародия на мир Полудня. Скорее Лукьяненко пародирует не сам мир, а «примитивно-восторженное его восприятие определённой категорией читателей». Каплан отметил, что общество геометров больше похоже на средневековье, «где горделиво-мессианское сознание обывателей служит основой авторитета власти». Взаимоотношения обитателей планеты напоминают касты дальневосточного феодализма, а «стремление всех насильно облагодетельствовать» ближе к европейскому средневековью. Сам Лукьяненко во втором романе дилогии проводит аналогичные выводы. Смысл существования цивилизации геометров стремится к нулю. Точкой перегиба сюжета является пощёчина Ника Римера своему наставнику. После этого становится ясно, что подобный союзник землянам не нужен. По мнению Сергея Некрасова, сам писатель пребывает в растерянности вместе со своим персонажем от необходимости выбора между Конклавом или геометрами.

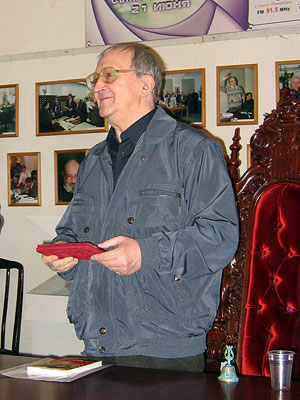
Борис Стругацкий

По словам Бориса Стругацкого, он воспринял мир, описанный в романе «Звёзды — холодные игрушки», как «остроумную попытку изобразить общество, которое по чертежам АБС вздумал вдруг построить Антон Макаренко». Писатель отметил, что этот мир — интересный, но внутренне противоречивый. Гуманность в подобном мире понимается как целесообразность, что невозможно, так как «целесообразность должна победить, и от гуманности не останется и следа». Таким образом, мир геометров ещё менее вероятен, чем мир Полудня, описанный братьями Стругацкими в цикле романов, начиная с повести «Полдень, XXII век».
Во второй книге дилогии поднимается неоднократно затрагиваемая Лукьяненко в различных произведениях тема свободы выбора, личности и общества, а также последствия подобной свободы. В мире Тени писатель доводит идею свободы до «абсолютизма», вводя огромное число планет, возможность оказаться на любой из них, пройдя Вратами, и бессмертие. Каждый может воевать, как за правых, так и за заведомо неправых, убивать и умирать, создавать что-то новое или просто фермерствовать. Писатель задаёт важный вопрос: «Нужна ли нам такая свобода?»
Литературный критик Виталий Каплан отметил онтологическую глубину романа «Звёздная тень». Врата Тени переносят прошедшего сквозь них туда, куда ему «больше всего» хотелось бы попасть. Но так как в человеке, как в биологическом существе, самыми сильными оказываются самые простые желания, то и попадёт он в соответствующий мир. Одним из проявлений человеческой свободы является способность сознательно «идти наперекор нашим животным инстинктам». Однако, врата призваны удовлетворять только самые сильные желания, которые в момент перехода оказываются в неподконтрольном сознанию подсознании. Таким образом, Каплан приходит к выводу, что «свобода, даруемая Вратами, на деле оборачивается рабством». Все обитатели планет Тени стали рабами своих желаний без возможности «подавить сильное устремление ради высшего». Врата не обращают внимания на глубину человеческой личности, её права и свободы.
Относительно сюжета второго романа, по мнению Легкова, не происходит ничего неожиданного. Поселение личности человека в тело чужого — не ново для научной фантастики, резко сменившийся образ Маши «не будоражит», а любой приготовленный автором неожиданный поворот оказывается банальностью. Осталась непонятна авторская мотивация принятия Земли в Сильные расы.
Действие в романе выстраивается вокруг российского космонавта Петра Хрумова, его чувств и переживаний. По характеристике Веры Петровой, в своей жизни Пётр «не знал настоящих поражений, поэтому в его сознании прочно закрепилась „программа“ на победу». Хрумов верит, что у любой задачи есть решение, даже если кажется, что это невозможно. В сцене с пощёчиной наставнику, по мнению Игоря Легкова, Хрумов оказывается в моральном отношении ниже своего оппонента. С подростковым максимализмом Пётр судит наставника, который в сущности и сам является всего лишь жертвой системы.
Философская часть романа «берёт начало в попытках личностного самоопределения героя». Лукьяненко представляет перед читателем крушение иллюзий Петра Хрумова, который осознаёт себя средством для достижения чужих целей не только в руках других рас, но даже для собственного деда, который на самом деле не его дедушка. Герой понимает, что ему привили идею превосходства общественных интересов над личными, выбрали за него профессию и вовлекли в заговор с целью добиться равноправия для Земли. Таким образом, по мнению Легкова, главный герой оказывается марионеткой, которой предстоит взять на себя ответственность за судьбу нескольких цивилизаций. В первом романе проблема свободной воли обозначена, но не осмыслена, а Лукьяненко «отделывается расхожими истинами». Во втором романе главный герой проходит через предательство друзей, смерть деда, необходимость «поступиться принципами», попадая в мир абсолютной свободы, где ему предстоит, ориентируясь на свои этические принципы, решать, нужна ли человечеству подобная свобода. По мнению Легкова, Хрумова также положительно характеризует сдержанное им слово. Несмотря на все доводы Маши и Данилова, в «экзистенциально безысходной ситуации» Пётр не отдаёт корабль геометров для усиления Земли, а продолжает следовать намеченному плану.
Дмитрий Добровольский также отметил ряд технических несоответствий в произведении. В частности, в сцене с аварийной посадкой космического челнока на шоссе рекомендации центра управления полётами вместо помощи привели к ещё более сложной ситуации, в результате которой у пилота почти не оставалось шансов выжить. Непосредственные расчёты показали, что при альтернативном заходе на посадку вероятность успешного исхода была бы выше. При старте с Земли челнок запускался «Протоном», хотя его прототип, экспериментальный пилотируемый орбитальный самолёт, в проекте «Спираль» предполагалось запускать при помощи самолёта-разгонщика для уменьшения энергозатрат. Во время испытаний аппарату приходилось садиться на грунтовые полосы, в то время как в романе Лукьяненко утверждает, что «за всю историю космонавтики челнокам не приходилось садиться на неприспособленные площадки». Также спорным является решение о посадке на дорогу вместо грунта, на котором быстрее бы удалось сбросить скорость. По мнению Добровольского, наиболее жизненной из авиационных сцен получился «помпезный генеральский банкет в честь успешной посадки». Участники банкета быстро забыли его повод, а руководитель полётов был «очень доволен, что его вообще пустили в зал».
В 1999 году роман-эпопея «Звёзды — холодные игрушки» был номинирован на премии «Интерпресскон» и «Бронзовая Улитка» в номинации «Крупная форма». В том же году роман «Звёздная тень» был номинирован на премию «Сигма-Ф» — приз читательских симпатий журнала «Если».

## Адаптации

### Аудиокниги
В 2006 году издательство «Аудиокнига», входящее в холдинг «Издательская группа АСТ», записало аудиокнигу по роману «Звёзды — холодные игрушки». Аудиокнига продолжительностью 13 часов 57 минут вышла на двух CD-дисках. Текст в формате монолога читает Александр Кокшаров. В том же году была переиздана без изменений. Аудиокнига по роману «Звёздная тень» была выпущена в 2006 году издательством «Аудиокнига» совместно с «АСТ Москва». Текст в формате монолога продолжительностью 12 часов 2 минуты читает Олег Голуб. Аудиокнига вышла на одном CD-диске.

### Компьютерная игра
23 декабря 2009 года по мотивам романа-эпопеи «Звёзды — холодные игрушки» издательством «Акелла» выпущена одноимённая компьютерная игра в жанре космическая аркада. Разработкой игры — симулятора полётов комических кораблей — занималась студия «Quazar Studio». Игра сделана на основе движка от космического симулятора «Хроники Тарр».
Главный герой игры — Ник Ример, пилот дальней разведки, изучающей таинственного противника, известного как Тень. После инструктажа и предыстории игрок попадает в ангар, где может выбрать один из одиннадцати кораблей со схожими параметрами, вооружённых лазерами, плазмомётами, ракетами и оборудованных автоматической регенерацией корпуса.
Игра состоит из восьми непродолжительных миссий, где игроку противостоит три типа врагов. Свободное передвижение практически невозможно, по мнению Дениса Гундорова, физика в игре не проработана, а миссии представляют собой задания вида «найди-принеси-убей-вернись-и-сделай-там-то-же-самое». Сражения сделаны излишне простыми: нет уровней сложности, корабль после столкновения или попадания восстанавливается почти мгновенно, враги гибнут от двух-трёх попаданий. Кроме того, в игре присутствуют почти все известные баги «Хроник Тарр», в том числе и исправленные в исходном движке. Только виды местного космоса и игровая музыка получились удачно.